# Sranantongo
Sranantongo (auch kurz Sranan, Niederländisch: Surinaams), früher auch als Negerengels (Negerenglisch) oder Taki-Taki (so viel wie „Blabla“) bezeichnet, ist eine in Suriname gesprochene Kreolsprache.
Obwohl Sranantongo aufgrund der vielen wahrscheinlich aus dem Englischen übernommenen Wörter (mi „mein“, futu „Fuß“) oft als englischbasierte Kreolsprache bezeichnet wird, ist diese Behauptung nicht unumstritten. Auch das Portugiesische kann als Basis gesehen werden, aus dieser Quelle stammt unter anderem bun „gut“. Auch der Einfluss afrikanischer Sprachen ist deutlich erkennbar. Heute nimmt der Einfluss des Niederländischen wieder zu, vor allen Dingen in der Stadt, wo sogenanntes Foto taki („Stadtsprache“) gesprochen wird, das mehr durch Niederländisch und Englisch beeinflusst wird; im Gegensatz zum Dipi Taki („tiefe Sprache“), das im ländlichen Bereich Surinames gesprochen wird. Klare Abgrenzungen innerhalb der komplexen Sprachlandschaft Surinames sind nicht immer möglich.
Erste schriftliche Zeugnisse des Sranan entstanden 1781 mit dem Singi Buku (Gesangbuch) und 1784 mit dem Nyun Testament durch die Herrnhuter Brüdergemeine, die seit 1735 in Suriname missionarisch tätig waren. Bis in die zweite Hälfte des 19. Jahrhunderts war es verboten, Sklaven Unterricht in  Niederländisch zu geben. Wie die meisten Kreolsprachen hat Sranantongo keinen hohen Status in der Bevölkerung. Trotz dieser Einschränkung ist Sranantongo eine vollwertige Sprache, die auch in Gedichten verwendet wurde, unter anderem von Henri Frans de Ziel (alias Trefossa). Nach dem Zweiten Weltkrieg gab es Bemühungen, Sranantongo als Nationalsprache Surinames zu etablieren, doch wurde nie ein offizielles Wörterbuch oder eine offizielle Grammatik veröffentlicht.

## Ursprung, Geschichte und verwandte Sprachen

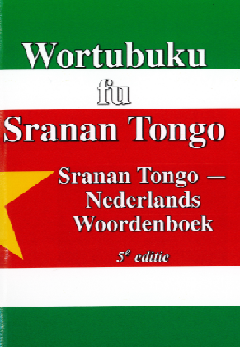
Wörterbuch

Während der niederländischen Kolonialzeit flohen Sklaven von den Plantagen in den nahe gelegenen Regenwald. Diese schlossen sich dann zu Gemeinschaften zusammen, die sich Maroons (die größten Gruppen darunter sind die Saramaccaner und die Ndyuka) nannten. Um überlebenswichtige Güter, wie etwa Eisen, zu erhalten, waren diese Gemeinschaften auf Raubzüge angewiesen, was zu ständigen Spannungen mit der Kolonialverwaltung führte.
Eine zeitgenössische Beschreibung des Streits einer europäischen Söldnertruppe gegen revoltierende Maroons in der zweiten Hälfte des 18. Jahrhunderts findet sich in einem Buch von John Gabriel Stedman, das 1796 veröffentlicht wurde und recht erfolgreich war. In diesem Buch finden sich auch Illustrationen von William Blake.
Nachdem die Maroons nicht einfach zu besiegen waren, wurden verschiedene Verträge mit ihnen geschlossen, die ihnen die Freiheit garantierten und die Erlaubnis zum friedlichen Handel mit den Europäern gaben, jedoch unter der Bedingung, dass sie keine neuen geflohenen Sklaven in ihre Reihen aufnehmen durften. Da aber weiterhin Sklaven flohen, bildeten diese wiederum eigene Gemeinschaften, die später in gleicher Weise vertraglich eingebunden wurden. Da diese Gemeinschaften kaum noch Kontakt mit Europäern hatten, wurden ihre Kreolsprachen auch nicht weiter europäisiert. Deshalb gibt es heute in Suriname drei verschiedene Kreolsprachen, die ursprünglich die gleiche Grundlage haben, aber unterschiedlich stark europäischem Einfluss ausgesetzt waren. Die ältere der Kreolsprachen der Maroons, das Saramaccaans, zeigt noch heute sehr starke portugiesische und westafrikanische Züge. Die jüngere, das Aukaans, hat dagegen einige afrikanische und portugiesische Elemente verloren.

## Heutiges Sranantongo
Sranan ist die Sprache der großen Mehrheit der Nachkommen der im Jahre 1863 im Zuge der Abschaffung der Sklaverei befreiten Sklaven. Sranan hat viele der portugiesischen Wörter durch englische und niederländische ersetzt und durch Entlehnung aus dem Niederländischen und Englischen seinen Wortschatz stark erweitert (siehe: Ausbausprache). Auch die lautliche Gestalt hat sich sehr europäischen Mustern angepasst. Die beiden afrikanischen Phoneme kp und gb wurden durch kw und gw ersetzt und die ursprüngliche Tonalität ging verloren. Konsonantenhäufungen wie etwa kr- am Wortanfang oder -ntr- im Wortinneren sind heute nicht selten, ursprünglich war die Silbenstruktur wohl wie heute noch im Saramaccan strikt Konsonant-Vokal, wobei nasalierte Vokale und pränasalierte Konsonanten vorkommen.

## Heutige Verbreitung
Sranantongo wird in Suriname von fast der gesamten Bevölkerung als Verkehrssprache gesprochen. Davon sprechen etwa 100.000 Menschen (die so genannten Kreolen, d. h. die Nachkommen der nie geflohenen Sklaven) Sranantongo als Muttersprache und nach einer Schätzung von 1997 etwa 300.000 Menschen als Zweitsprache. Mehrsprachigkeit mit Niederländisch, Englisch und den Sprachen der anderen Volksgruppen ist weit verbreitet, sodass es vor allem in informellen Situationen oftmals zu Code-Switching mit Sranantongo kommt. Einzige Amts- und Schriftsprache Surinames ist jedoch Niederländisch. Auch unter den Niederländern surinamischer Herkunft ist Sranan sehr verbreitet.

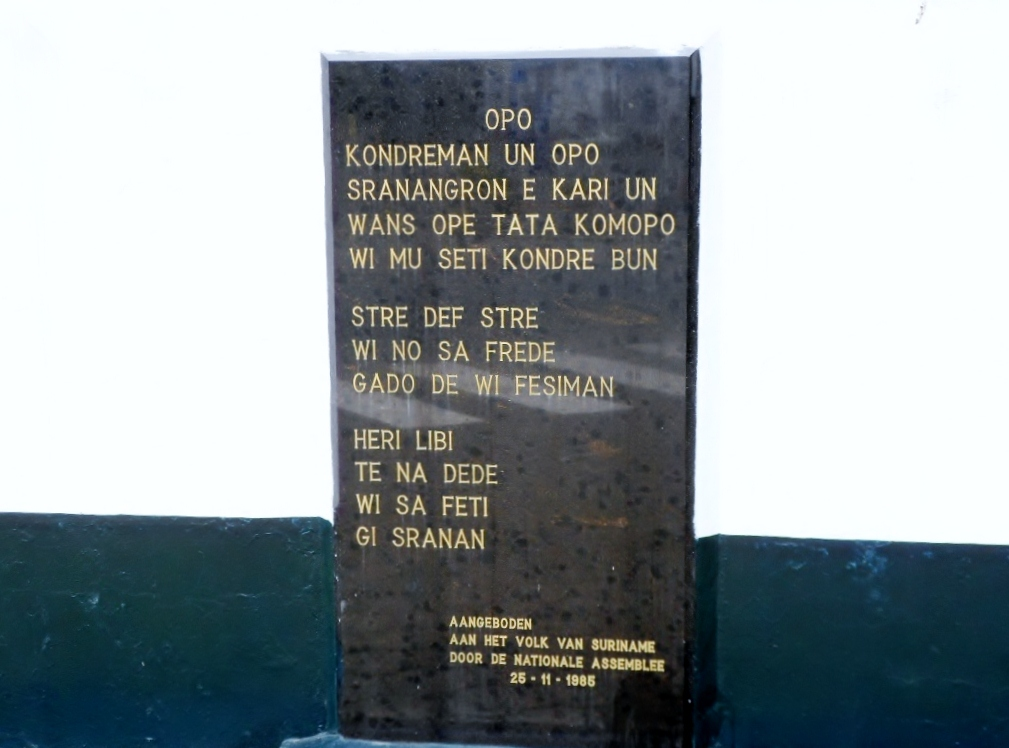
Eine Strophe der surinamischen Nationalhymne wurde in Stein gemeißelt und vor dem Parlament in Paramaribo aufgestellt

Mediale Aufmerksamkeit außerhalb Suriname und den Niederlanden bekam Sranantongo durch den niederländischen Beitrag zum Eurovision Song Contest 2021 in Rotterdam.

## Sprachbeispiele
- yu kan sori mi wan bun restaurant? – „Kannst du mir ein gutes Restaurant empfehlen?“
- san yu abi fu nyan? – „Was haben Sie zu essen?“

### Zahlwörter
noti (0), wan (1), tu (2), dri (3), fo (4), feifi (5), siksi (6), seibi (7), aiti (8), neigi (9), tin (10)